# Духовная война
«Духовная война» (англ. The Holy War, букв. «Священная война») — произведение христианской классической литературы, написанное английским писателем и проповедником Джоном Беньяном. Философское произведение, включающее в себя черты мистицизма и глубокой поэзии. После книги «Жизнь дурного человека» в 1682 году Джон Беньян издал свою книгу «Духовная война».

## Содержание
«Полагают, что автор представлял самого себя в описании „души“, падшей во власть Диавола и потом избавленной Эммануилом. Рассказ вполне воинственный, вследствие приобретённой опытности в военной службе, в которой Беньян состоял во время междоусобной войны. Первое нападение диавола на человека, полное отдаление души от Бога, избавление её через воплощение Сына Божия и неустанные попытки злого духа снова отдалять её от Творца, замечательно живо описаны. Эта глубоко-философская идея достойна пера гения, так наглядно представившего всё её выполнение. Мистицизм, поэзия и христианство украшают в равной степени рассказ, не противореча одно другому».

## Аллегория
В городе было три уважаемых человека, которые, допустив Диавола в город, потеряли прежнюю власть. Глаза «понимания», мэр, скрыты от света. «Совесть», записывающая, стала сумасшедшей, порой грешной, а порой осуждая грех города. Но хуже всего является «Лорд Уиллбэвилл», чьё желание полностью изменилось к служению своему истинному Лорду и служению Диаволу. С падением этих трёх, для города Душе возвратиться к Шаддаю по собственной воле невозможно. Спасение может прийти только благодаря победе Эммануила.
Вся эта история — шедевр христианской литературы, ярко описывающий процесс падения, обращения, общения с Эммануилом и многие другие запутанные учения.